# أداد نيراري الثالث
أدد- نراري الثالث ملك آشوري للفترة (810 - 783 ق.م)، خلف والده شمشي أدد الخامس على عرش الدولة الآشورية وهو لا يزال طفل، فتولت الوصاية عليه لمدة خمس سنوات أمه شامورامات التي عرفتها المصادر الإغريقية باسم (سميراميس) ، وتشير بعض النقوش التاريخية إلى إرسالها قادة جيشها للقيام ببعض الحملات العسكرية ضد الميديين وألمانيين وحملة تأديبية وجهتها ضد آراميي بيت بخياني.
وجه أدد- نراري الثالث عدة حملات إلى سورية، حيث كان سبب اهتمامه الكبير بالممالك والاراضي التي تقع إلى الغرب من بلاد آشور تعود لأهميتها الفائقة في تمويل الدولة الآشورية لما تحتاج إليه من أخشاب ومعادن و يد عاملة، حيث اجبرت تلك الحملات ملك دمشق مريئي يدفع الجزية للآشوريين. وقام كذلك بمهاجمة إمارة بيت أجوشي وعاصمتها أرفاد وكان ملكها آنذاك عترسمك أو أترشمكي، وقام فيما بعد بترسيم الحدود بين زكور ملك حماة وأترشمكي ملك أرباد كما يبين نصب أنطاكية. وقام الملك الآشوري بعبور نهر الفرات وكانت برفقته أمه الملكة شامورامات حيث واجه تحالفاً ضم مجموعة من الإمارات السورية كان على رأسها أترشمكي ملك أرباد. وبعد الانتصار على هذا الحلف، قام الملك أدد- نراري مع والدته بالإشراف على ترسيم الحدود بين مدينتي كوموه وجرجوم كما تبين مسلة بازارجيك (في تركيا حالياً).
وقام بتكليف عامله (نرجال- إيرش) بان يكون حاكم الرصافة (واسمها في النصوص الآشورية رصابا) الواقعة بين تدمر ونهر الفرات، أي إن يكون مسؤولاً عن جزء كبير من منطقة الفرات الأوسط، وقد كلفه أيضاً بتجديد بناء العديد من القرى والبلدات الواقعة ضمن إدارته. وقد ذكر ذلك في نصوص على مسلة سبعة ومسلة تل الرماح

## وصلات خارجية
- الموسوعة العربية
- «مؤسسة سعاده للثقافة» تطلق النفير لاستعادة الملك أداد نيراري.

| المناصب السياسية     | المناصب السياسية                     | المناصب السياسية   |
| -------------------- | ------------------------------------ | ------------------ |
| سبقه شمشي أدد الخامس | ملك آشور حوالي (810 ق.م) – (783 ق.م) | تبعه شلمنصر الرابع |